# Aleksander Kraushar
Aleksander Kraushar, pseud. Alkar (ur. 17 stycznia 1843 w Warszawie, zm. 11 grudnia 1931 tamże) – polski adwokat, historyk, publicysta, poeta, działacz kulturalno-oświatowy, członek Towarzystwa Historycznego we Lwowie.

## Życiorys
Urodził się w zasymilowanej rodzinie żydowskiej, jako syn Hermana Kraushara (zm. 1902) i Idalii z domu Apt (zm. 1845). Studiował prawo w Szkole Głównej. Studia skończył w 1867. Po wybuchu powstania styczniowego działał w tajnej prasie. Redagował dział Wiadomości z pola bitwy w półurzędowym organie Rządu Narodowego Niepodległość oraz redagował tajne czasopismo Prawda. Po ukończeniu studiów podjął praktykę adwokacką. Jednocześnie przeglądał zasoby archiwów krajowych i zagranicznych, publikując wiele prac źródłowych z historii Polski zawierających liczne cytaty, w tym historię Żydów w Polsce, o życiu i twórczości licznych postaci historycznych oraz o Warszawie. Łącznie opublikował kilkaset prac naukowych, w tym ponad sto poświęconych Warszawie. Był współzałożycielem Towarzystwa Miłośników Historii.
W 1881 był jednym z czterdziestu pięciu członków założycieli Kasy im. Józefa Mianowskiego – Fundacji Popierania Nauki w Warszawie.
W 1885 poślubił Jadwigę Bersohn (1853-1912), córkę Mathiasa Bersohna. Ich dom był ważnym ośrodkiem życia umysłowego Warszawy. Ich córką była Zuzanna Rabska, żona Władysława Rabskiego.
Opowiadał się za asymilacją ludności żydowskiej. Był członkiem komitetu budowy synagogi na Tłomackiem. W 1903 wraz z żoną przeszedł na katolicyzm.
5 sierpnia 1921 został odznaczony Krzyżem Oficerskim Orderu Odrodzenia Polski.
Pochowany na cmentarzu Powązkowskim w Warszawie (kwatera 51-1-28).

## Twórczość
W swych pierwszych wierszach pisał o niedoli żydowskiej. W 1862 wydał tomik Listki, w którym umieścił wiersz Handel! Handel!:

Z kijem w ręku, w progach domu,

Stał Żyd siwy, przygarbiony

...

Na pierś siwa spadła głowa,

I wciąż słychać te dwa słowa:

Handel! Handel!

...

Ludzie ze mną postępują

Podług uczuć swych odmiany:

Jedni żyda psami szczują,

Drugich przyłóż choć do rany.

Dla mnie więc to rzecz nie nowa,

Życie moje to dwa słowa:

Handel! Handel!

W swej twórczości historyczno-publicystycznej zajmował się przede wszystkim okresem 1800–1830, obejmując jednak również okresy wcześniejsze i czasy mu współczesne. Za najbardziej znaczące jego dzieło jest uznawana monografia Towarzystwo Warszawskie Przyjaciół Nauk 1800–1832, wydana w 8 tomach ze skorowidzem w latach 1900–1911.

### Niektóre prace
- Czary na dworze Batorego[11]

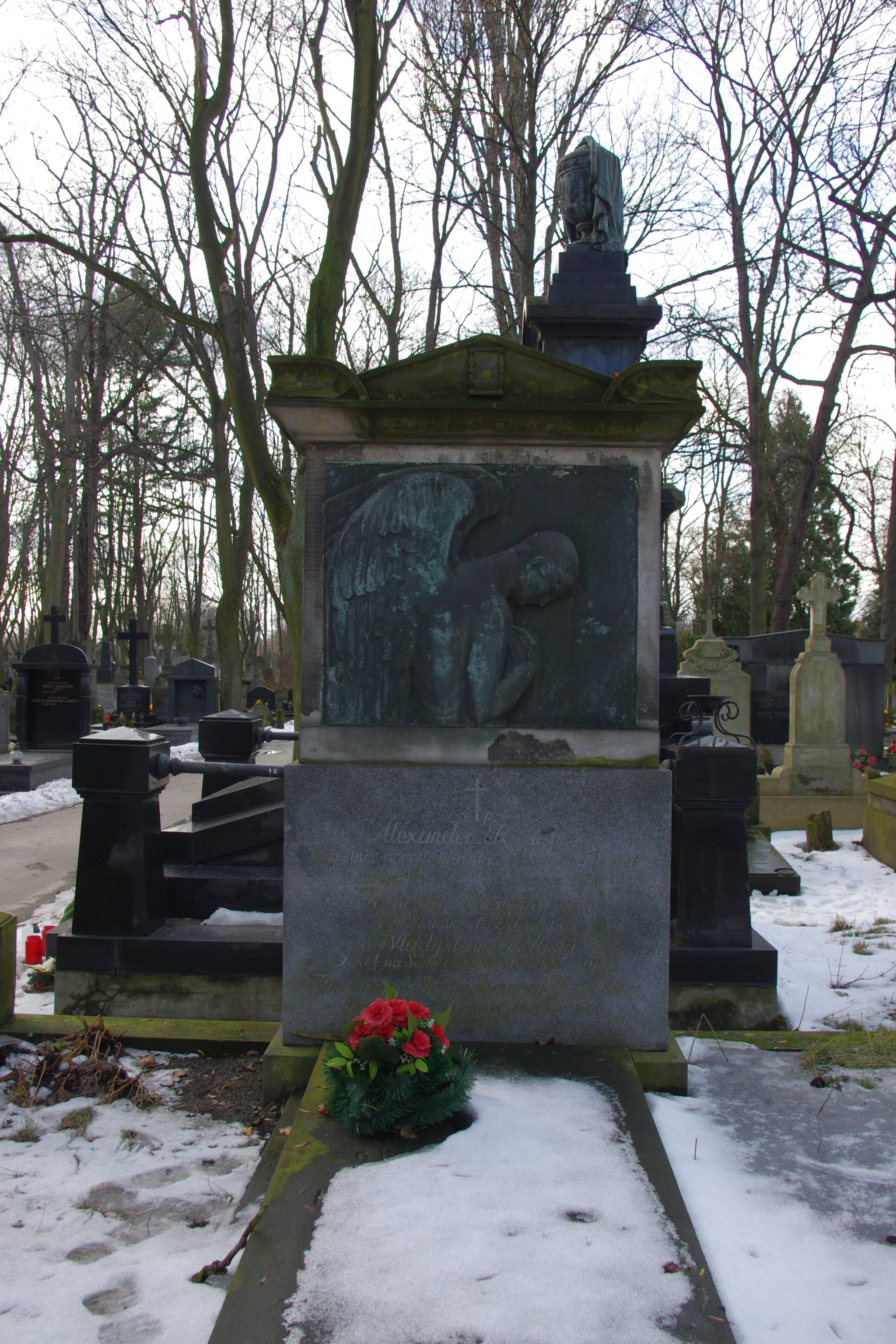
Grób historyka Aleksandra Kraushara, jego córki Zuzanny Rabskiej i jej męża Władysława Rabskiego na cmentarzu Powązkowskim w Warszawie

- Książę Repnin i Polska w pierwszem czteroleciu panowania Stanisawa Augusta, 1764-1768[12]
- Neo-cyganerya warszawska : wspomnienia o ludziach i rzeczach literackich z niedawnej przeszłości, 1780-1880[13]
- Strofy (Kraków 1890)[14],
- Drobiazgi historyczne (t. 1-2 1891-92)
- Frank i frankiści polscy 1726-1816. Monografia historyczna osnuta na źródłach archiwalnych i rękopiśmiennych, 1895
- Bourboni na wygnaniu w Mitawie i Warszawie. Szkic historyczny 1798-1805, 1899
- Obrazy i wizerunki historyczne (1906)[15],
- Okruchy przeszłości (1913)[16],
- Miscellanea Historyczne (1-73 1903-20),
- Kartki z pamiętnika Alkara (t. 1-2 1910-13)[17][18],
- Salony i zebrania literackie warszawskie na schyłku w. XVIII i w ubiegłym stuleciu (1916),
- tzw. drugi pamiętnik J. Kilińskiego[19],
- pamiętnik Niemcewicza z lat Księstwa Warszawskiego,
- dziennik podróży F. K. Bohusza (przypisując go mylnie St. Staszicowi)[20].
- Sprawy krzyżackie w Polsce, według dyplomatów archiwalnych: 1226-1421, Wyd. Gebethner i Wolff, Warszawa 1911[21].